# Сельские институты

Дети с преподавателями открывают дорогу к школе

Сельские институты (тур. Köy Enstitüleri) — сеть первых государственных средних школ совместного обучения (мальчиков и девочек) в деревнях Турции, действующих в 1940—1954 гг. Название «институты» не причисляет данные заведения к высшим учебным заведениям. Система образования в Турции состоит из 3 основных этапов обучения. Первый этап — обучение в начальной школе, начиная с 7-летнего возраста в течение пяти лет. С 13 лет начинается второй этап, а именно прохождение средней школы. Данный этап составляет ещё 6 лет обучения. После этого, выпускники школы имеют право поступать в высшие учебные заведения. Сельские институты относятся ко второму этапу, фактически представляют систему средних школ. Идея основания таких школ принадлежит Министру образования Турции (1938—1946 гг.) Хасану Али Юджелю, отцу знаменитого турецкого поэта Джан Юджеля. Данная реформа решительно поддерживалась премьер-министром Исметом Инёню, и главой средних школ Исмаилом Хаккы Тонгучем. Данные школы стали краеугольным камнем развития образования в сельских районах. В начале 1940 г. такая система образовательных школ напрочь отсутствовала в сельских районах Турции.
Целью создания сельских институтов была подготовка учителей, которые в свою очередь, получив образование, направлялись в деревни для создания там школ и преподавания в них. Несмотря на то, что такие школы просуществовали совсем недолго, они послужили быстрому увеличению количества средних школ в стране.
В институты набирались дети, которые показывали наилучшие оценки во время учебы в деревенской начальной школе. Школы развивали как практические навыки, так и теоретические знания. Дети имели обязательные занятия по математике, литературе, истории и другим наукам в аудиториях. Однако при этом они обучались прикладным житейским наукам. Так, выращиванию овощей и фруктов, фермерству, строительству, прикладному искусству они обучались не за школьной партой, а в саду, в поле, на стройке или в цеху. В большинстве институтов ученики сами строили стены своих будущих аудиторий, сами обеспечивали себя продовольствием. В ежедневное расписание также входила утренняя гимнастика, часы чтения и уход за животными на школьных фермах. Обязательным были собрания учеников, на которых они свободно высказывали своё мнение о преподавательском составе и школьной администрации.
По окончании действия данной реформы в Турции насчитывалось двадцать сельских институтов и один центральный институт, который подготавливал учителей для данных школ. Количество выпускников составило около 25000 студентов.
Несмотря на огромный вклад данной реформы, многие слои турецкого общества не одобряли их существование. Сторонники консервативных идей резко критиковали существование школ, где мальчики и девочки могут учиться вместе. Достаточно трудно было убедить жителей деревень отправить их детей учиться в столь современные школы. Антикоммунистические и антисоциалистические движения, имеющие сильную власть в то время, вели серьёзную информационную атаку с целью понижения репутации таких школ в обществе. Школьные библиотеке содержали большое количество книг левой идеологии, в то время как ожидалось, что дети будут знакомиться с литературой различных политических взглядов. Многие владельцы деревень, встревоженные высокообразованными учителями, начали возвращаться обратно в деревни. Так как учителя развивали не только интеллектуальные способности, а таким образом влияли и на развитие самосознания деревенских жителей.
Правительству пришлось их закрыть под значительным давлением общества, оппозиционных партий и приближающихся выборов. Тем не мене, несмотря на существенные уступки обществу, правительство потеряло свою весомость перед выборами и их проиграло.
Однако значение данной реформы осталось неоценимым для развития образования в Турции. Впоследствии выпускники сельских институтов стали представителями настоящей турецкой элиты. Из неё вышли знаменитые музыканты, поэты, писатели, критики, политические деятели и другие. Среди них — писатели Факир Байкурт, Махмут Ёзкал, Талип Апайдын, Махмут Макал, Мехмет Башаран, Дурсун Акчам